# Leshya

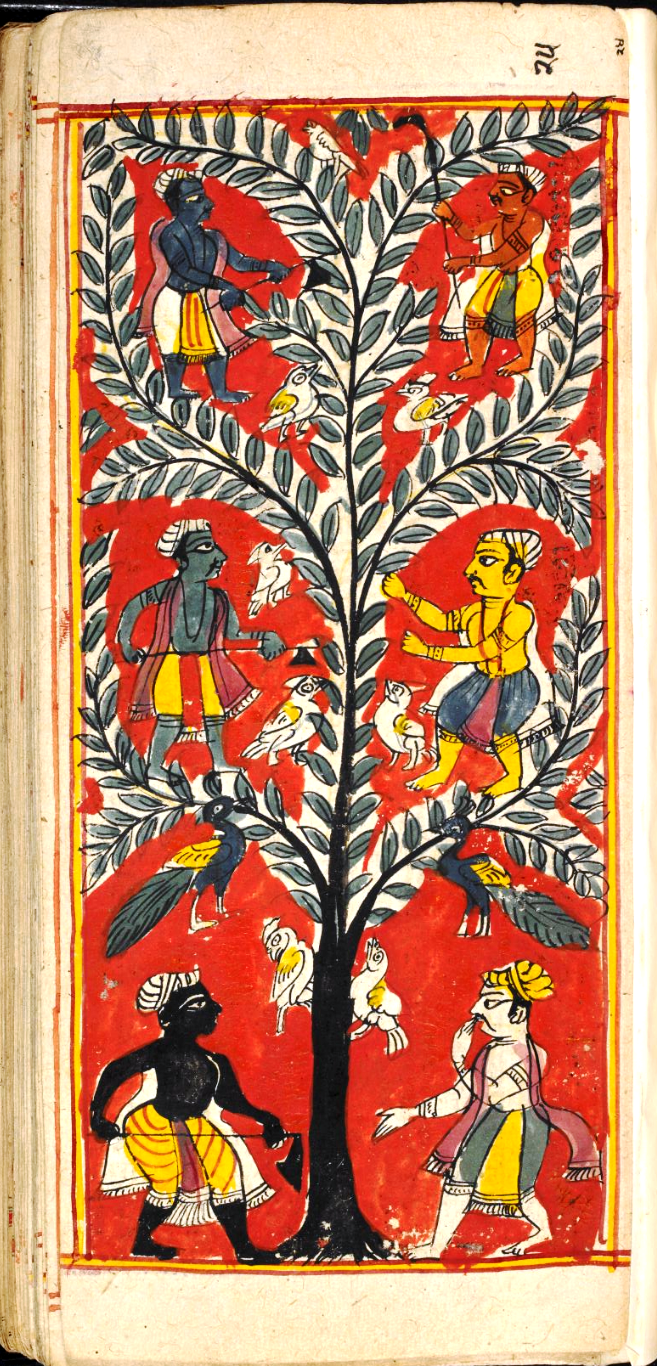
Six leśyā, représentés par des couleurs et la parabole de l'arbre, en une miniature du XVIIe siècle, Saṁgrahaṇīratna par Śrīcandra, en prakrit avec un commentaire en gujarati. (Texte cosmologique jaïn Śvetāmbara avec commentaire et illustrations.)

Le Leshya (IAST: leśyā) est un concept du jaïnisme dont un synonyme pourrait être : aura. Ce terme définit la couleur de l'âme suivant l'état de l'humain, variant entre les passions excessives et la pureté d'esprit, donnant un karma coloré. L'énergie du mental et l'énergie du corps seraient les deux forces responsables de la couleur du jiva. Un autre synonyme de lesya est : tâche karmique. Le noir, le gris et le bleu seraient sataniques ; le rouge, le jaune et la blanc seraient les couleurs du bien.